# Melittosesia
Melittosesia là một chi bướm đêm thuộc họ Sesiidae.

## Các loài
- Melittosesia flavitarsa  Bartsch, 2009